# Jaana Toivari-Viitala
Jaana Toivari-Viitala (16 mei 1964, Loviisa – 12 mei 2017, Helsinki) was een egyptologe en museumconservator uit Finland. Ze was voorzitter van het Suomen Egyptologinen Seura (Finse Egyptologiegezelschap) en hoofd van de afdeling Egyptologie van de Universiteit van Helsinki.

## Leven en werk
Toivara-Viitala was al sinds haar kindertijd geïnteresseerd in het Oude Egypte. Zij behaalde haar doctorstitel aan de Universiteit Leiden met een proefschrift over de vrouwen die in Deir el-Medina leefden, het dorp waar de kunstenaars en arbeiders woonden die verantwoordelijk waren voor de rotsgraven in de Vallei der Koningen. In deze studie worden vele aspecten van het leven van vrouwen in het dorp onderzocht, waaronder seksuele relaties, moederschap en eigendom van goederen. Ze toonde aan dat vrouwen onafhankelijk waren en actief deelnamen aan het economisch verkeer in de gemeenschap.
Toivara-Viitala was hoofd van de afdeling Egyptologie van de Universiteit van Helsinki. Van 2008 tot 2013 leidde ze het project Ihminen ja ympäristö ("Mens en milieu"), gefinancierd door de Academie van Finland (Suomen Akatemia), een veldstudie naar de tijdelijke onderkomens ("Station de Repos") die zich bevinden tussen Deir el-Medina en de Vallei der Koningen.
In 2009 stelde ze de tentoonstelling Egypt! Egypt! Egypt! samen, waarin vele objecten uit Europese collecties voor het eerst in Finland werden getoond. De tentoonstelling markeerde de 40e verjaardag van het Finse Egyptologiegezelschap. Ze werd voorzitter van dit Gezelschap in 2005. Later was ze conservator van het Stadsmuseum van Loviisa.

## Onderzoek
Toivara-Viitala's onderzoek richtte zich op de rol van vrouwen in het oude Egypte, in het bijzonder op het gebied van economie en administratie. Ze was gespecialiseerd in Deir el-Medina, oud-Egyptische liefdespoëzie, persoonsnamen en teksten. Ze was vaste medewerkster van de Deir el-Medina Database (een in Leiden samengestelde online index van teksten uit Deir el-Medina, begonnen in 1998), waaraan zij vele jaren bijdragen leverde. Haar werk aan papyri leidde tot een artikel in samenwerking met een aantal astrologen naar de veranderlijke ster Algol, die wordt genoemd in de "Cairo Calendar" (papyrus Cairo 86637). Het verband tussen dit astronomische verschijnsel en het specifieke manuscript werd ontdekt door Toivara-Viitala en kreeg veel aandacht, onder andere in het tijdschrift New Scientist.
Toivara-Viitala overleed onverwacht op 12 mei 2017 in Helsinki.

### Publicaties (keuze)
- Women at Deir el-Medîna. A Study of the Status and Roles of the Female Inhabitants in the Workmen's Community during the Ramesside Period (Egyptologische Uitgaven XV). Leiden: Nederlands Instituut voor het Nabije Oosten, 2001.
- Egypt! The 40th anniversary exhibition of the Finnish Egyptological Society, 15.5.-13.9.2009. Helsinki: Finnish Egyptological Society, 2009.
- 1700-luku, joulunvietto ja komendantti Johan Axel Hägerflycht = 1700-tal, julfirande och kommendanten Johan Axel Hägerflycht. Loviisa: Loviisan kaupungin museo, 2015.

- Bibsys: 8068424
- Bibliothèque nationale de France: cb17065773q (data)
- Gemeinsame Normdatei: 1188359959
- International Standard Name Identifier: 0000 0003 8587 5860
- Library of Congress Control Number: no2002045805
- Nationale Bibliotheek van Tsjechië: pna2016897579
- Nationale Bibliotheek van Israël: 987007447637705171
- Nederlandse Thesaurus van Auteursnamen: 197482538
- Réseau des bibliothèques de Suisse occidentale: 02-A008796260
- Istituto Centrale per il Catalogo Unico: USMV781907
- Système universitaire de documentation: 068777582
- Virtual International Authority File: 247700667
- WorldCat: E39PBJbM3YXh8DFmyWTWhdGmBP